# Chilosphex pseudargyrius
Chilosphex pseudargyrius är en biart som först beskrevs av Roth in de Beaumont 1967.  Chilosphex pseudargyrius ingår i släktet Chilosphex och familjen grävsteklar. Inga underarter finns listade i Catalogue of Life.